# Gonomyia baiame
Gonomyia baiame là một loài ruồi trong họ Limoniidae. Chúng phân bố ở miền Australasia.